# La Y, Oaxaca
La Y är en ort i Mexiko.   Den ligger i kommunen La Compañía och delstaten Oaxaca, i den sydöstra delen av landet, 400 km sydost om huvudstaden Mexico City. La Y ligger 1 447 meter över havet och antalet invånare är 205.
Terrängen runt La Y är kuperad åt nordväst, men åt sydost är den bergig. La Y ligger nere i en dal. Runt La Y är det ganska tätbefolkat, med 56 invånare per kvadratkilometer. Närmaste större samhälle är Ejutla de Crespo, 15,5 km öster om La Y. I omgivningarna runt La Y växer huvudsakligen savannskog.